# Natasha Watcham-Roy
Natasha Watcham-Roy, född 28 april 1992, är en kanadensisk rugbyspelare.
Watcham-Roy var med och tog guld vid Panamerikanska spelen 2015 i Toronto med Kanadas landslag.
Watcham-Roy tävlade för Kanada vid olympiska sommarspelen 2016 i Rio de Janeiro. Hon var en del av Kanadas lag som tog brons i sjumannarugby.